# Friedrich Kapp (Jurist)

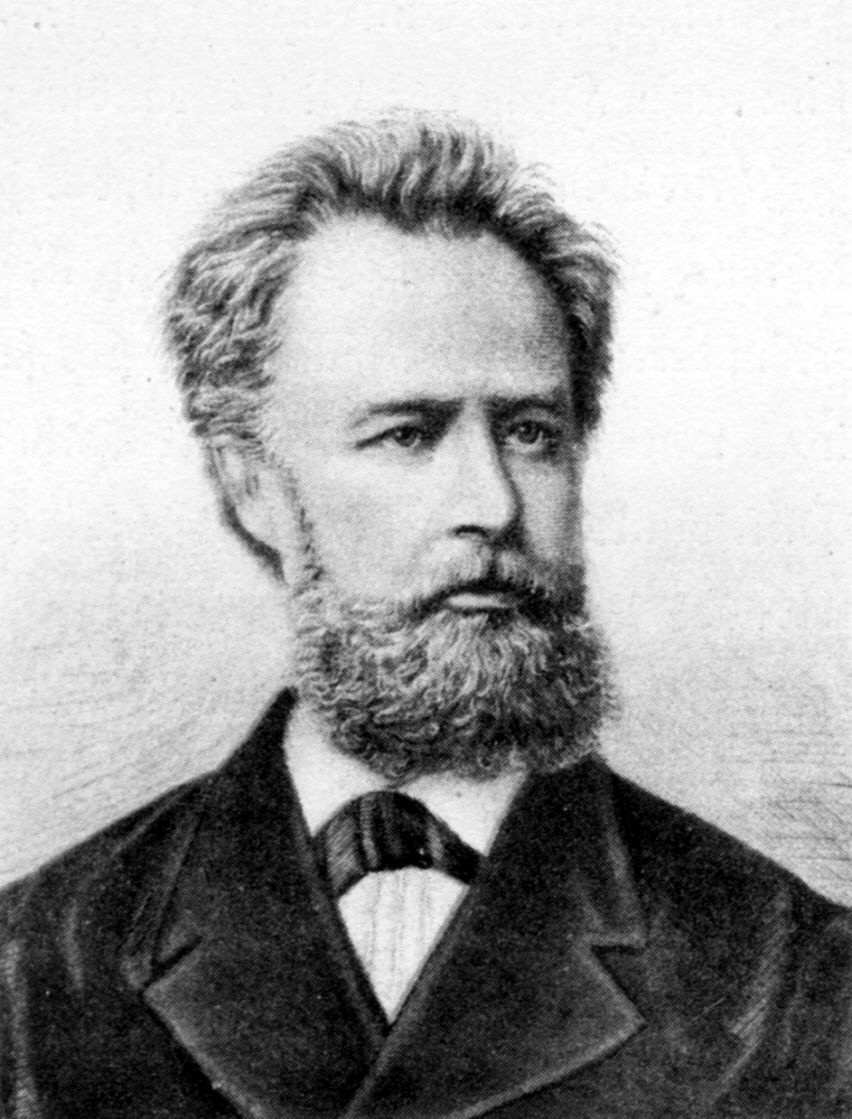
Friedrich Kapp

Friedrich Kapp (* 13. April 1824 in Hamm, Westfalen; † 27. Oktober 1884 in Berlin) war ein deutschamerikanischer Rechtsanwalt, Schriftsteller und Politiker.

## Familie
Friedrich Kapp war der Sohn des gleichnamigen Gymnasialdirektors Friedrich Kapp (1792–1866) und dessen Ehefrau Amalie Keck (1798–1836). Er war Neffe des Pädagogen und Philosophen Ernst Kapp (1801–1896) sowie des Philosophen und badischen Politikers Christian Kapp (1798–1874).
Friedrich Kapp heiratete in New York City Luise Engels, die Tochter des Generalmajors Friedrich Ludwig Engels, der 1847–1855 Stadtkommandant von Köln war. Der einzige Sohn des Paares war Wolfgang Kapp, der Namensgeber des Kapp-Putsches in der Weimarer Republik. Das Paar hatte fünf Töchter, darunter Luise (1852–1908), die Alfred von der Leyen (1844–1934) heiratete, den Syndikus der Handelskammer Bremen. Sie wurde Mutter des Germanisten Friedrich von der Leyen und der Wohlfahrtspflegerin Ruth von der Leyen.

## Leben
Das Abitur erhielt Kapp am Gymnasium Hammonense, an dem sein Vater Direktor war. In den Jahren 1842 bis 1844 studierte Kapp zunächst Rechtswissenschaft und Philosophie an der Ruprecht-Karls-Universität Heidelberg. Er wurde 1842 Mitglied der Burschenschaft Walhalla Heidelberg und 1843 des Corps Suevia Heidelberg. Dort im Haus seines Onkels Christian Kapp (1798–1874) lernte er den Philosophen Ludwig Feuerbach kennen. Feuerbach wurde nicht nur sein enger Freund, sondern dessen Religionskritik, die auch auf Karl Marx starken Einfluss hatte, prägte auch seine Lebenseinstellung. Andere Bekannte aus Kapps Studienzeit waren der spätere Bankier Ludwig Bamberger (1823–1899) und der Schriftsteller Berthold Auerbach (1812–1882) in Heidelberg oder die Schriftstellerin Bettina von Arnim (1785–1859) in Berlin, wo er ab 1844 an der Universität Berlin studierte und seinen Militärdienst als Einjährig-Freiwilliger ableistete. Schon in Berlin arbeitete er journalistisch für das frühsozialistische „Westfälische Dampfboot“.
1845 kam er als Gerichtsreferendar an das Oberappellationsgericht zurück in seine Heimatstadt Hamm, wo er bis 1848 blieb. In Hamm gründete Kapp einen Leseverein, in dem „linkshegelianische Intellektuelle […] ausländische Zeitungen lasen, um die Zensur der preußischen Presse wettzumachen, dazu die Schriften der Junghegelianer, der deutschen und westeuropäischen Sozialisten.“ (Quelle: Hans-Ulrich Wehler).
Während seiner Zeit am Oberappellationsgericht in Hamm war Kapp nicht unbedingt wohlgelitten: Der Gerichtspräsident sah sich gezwungen, Kapps Zulassung zum Assessor-Examen an Bedingungen zu knüpfen: „Gegen Ende der vorigen Woche lässt mich der Präsident zitieren und macht mir Vorhaltungen darüber, dass ich als königlicher Beamter (!) es wagte, mit einem aus dem Dienst entlassenen Offiziere umzugehen [gemeint ist Fritz Anneke (1818–1872)] Ich merkte zu gut, dass der Präsident, ein so humaner und keineswegs bürokratischer Mann, nicht aus eigenem Antrieb gegen mich auftrat, sondern dazu veranlasst war. Er sagte u. a., dass er schon dreimal angegangen sei, gegen mich einzuschreiten und meine Entlassung aus dem Justizdienst zu bewirken, aber stets habe er […] mir die Hand über den Kopf gehalten. Ich würde in Hamm und Umgebung als Führer der Atheisten und Kommunisten angesehen, und sehe er sich […] gezwungen, mich nicht eher zum dritten Examen zu präsentieren, als bis ich entschiedene Spuren von Sinnesänderung resp. Besserung abgelegt hätte.“ (Quelle: Hans-Ulrich Wehler).
Im April 1848 ging Kapp als Journalist in das revolutionäre Frankfurt am Main, wo sein Onkel Christian Kapp inzwischen Abgeordneter der Frankfurter Nationalversammlung in der Paulskirche war. In Frankfurt engagierte sich Kapp allerdings auch politisch, indem er auf Seiten der demokratisch-republikanischen Linken arbeitete und auch erster Schriftführer des Frankfurter Demokratenkongresses wurde.
Kapp ging als politischer Journalist nach Frankfurt, doch musste er wegen seiner Verwicklung in den Septemberaufstand fliehen und ging nach Brüssel, wo er als Hauslehrer im Hause des russischen Schriftstellers Alexander Herzen tätig war und dessen Sohn betreute. In dieser Anstellung lebte er auch in Paris und übersetzte zwei Bücher seines Dienstherrn.
Im Juli 1849 wies die französische Polizei Herzen und Kapp aus Paris aus. Beide gingen gemeinsam nach Genf, wo Kapp seinen Bekannten Ludwig Bamberger wiedertraf. Dort reifte dann der schon im Jahr 1846 erstmals aufgekommene Entschluss, in die USA auszuwandern, wo er im März 1850 in New York eintraf. Dort heiratete er später seine Verlobte Luise Engels, die ihm bald in die USA gefolgt war.

### Amerika 1850–1870
Schon ab 1852 arbeitete Kapp journalistisch an den neu gegründeten „Atlantischen Studien“ mit, die zum Ziel hatten, die in Deutschland allzu schwärmerischen Berichte über die USA zu korrigieren und auch einmal die Schattenseiten der amerikanischen Realität aufzuzeigen.
Nachdem er 1855 amerikanischer Staatsbürger geworden war, praktizierte er in New York bis 1870 als Rechtsanwalt, arbeitete als Korrespondent für die „Kölnische Zeitung“, war mit anderen ab 1855 Herausgeber der „New Yorker Abend-Zeitung“ und schrieb zahlreiche Bücher über dieses aufstrebende Land und das Leben der Deutschen in den Vereinigten Staaten. Doch blieb er – im Gegensatz zu vielen anderen Deutschamerikanern – immer seinem Heimatland verbunden. Seine Heimattreue und sein Glaube an einen deutschen Einheitsstaat bestimmten weiterhin sein eigenes Leben, aber auch die Erziehung seines Sohnes Wolfgang.
Seit 1856 besaß Kapp ein Haus in Mansfield-Square, das zum beliebten gesellschaftlichen Treffpunkt der Deutschen in New York werden sollte.
Nach einem Besuch Floridas im Jahr 1852 war er zum entschiedenen Gegner der Sklaverei und der Südstaaten geworden (siehe auch: Abolitionismus), weshalb er nicht nur schon 1854 sein Buch über die „Sklavenfrage in den Vereinigten Staaten“ schrieb, sondern auch Mitglied der Republikanischen Partei wurde. Sowohl 1856 als auch 1860 engagierte er sich für seine Partei aktiv im Präsidentschaftswahlkampf; 1860 stellte man ihn sogar als Wahlmann für Abraham Lincoln auf – den späteren Wahlsieger. 1867 wurde er zum Einwanderungskommissar des Staates New York ernannt – ein Amt, das er bis zu seiner Rückkehr nach Deutschland im Jahr 1870 behielt.
Als politischer Schriftsteller kann er wohl als „Pionier der deutschamerikanischen Geschichtsforschung“ bezeichnet werden: Er beschrieb die Bedeutung der deutschen Einwanderung für beide Länder, verfasste die Biografien der Generäle Friedrich Wilhelm von Steuben (1858) und Johann Baron von Kalb (1862) und beleuchtete verschiedene Amerikathemen aus deutscher Sicht. Als bewusster Deutscher wollte er gleichermaßen den Amerikanern zeigen, welche Bedeutung für sie der deutsche Einfluss hatte, aber auch seinem Heimatland anhand der Leistung der Auswanderer dessen Fähigkeit zum deutschen Einheitsstaat. 1855 beschrieb er die recht armseligen Lebensumstände seiner deutschen Landsleute in der texanischen Kolonie des „Mainzer Adelsvereins“.
Noch während seines Auslandsaufenthalts hatte ihm die Universität Bonn am 4. August 1868 die Ehrendoktorwürde der philosophischen Fakultät verliehen.

### Deutschland 1870–1884
Nach der generellen Amnestie kehrte Kapp auf Bitten seiner deutschen Freunde im April 1870 nach Deutschland zurück und nahm schon am 21. Oktober 1870 die preußische Staatsbürgerschaft wieder an. So konnte er in Otto von Bismarcks Deutschem Reich schon 1871/1872 Stadtverordneter von Berlin werden und saß 1872 bis 1877 und von 1881 bis zu seinem Tod als Abgeordneter der Nationalliberalen Partei im deutschen Reichstag. 1874 bis 1877 war er außerdem Abgeordneter des preußischen Landtags. In Berlin setzte er auch seine Arbeit als politischer Schriftsteller fort.
Kapp hatte sich immer für einen deutschen Volksstaat eingesetzt und forderte jetzt eine energische Siedlungspolitik im Osten, um die Auswanderung überflüssig zu machen. Gleichzeitig bemühte er sich um eine einheitliche Reichsregelung des Konsulatswesens und der gesamten Auswanderung.
Der Parteifreund und ebenfalls Reichstagsabgeordnete Eduard Brockhaus ermunterte ihn, die „Geschichte des deutschen Buchhandels“ zu verfassen. Dies war für Kapp eine äußerst schwierige Aufgabe, war es doch nicht sein Fachgebiet, und die im alten „Archiv für Geschichte des deutschen Buchhandels“ veröffentlichten Quellen waren unzureichend, so dass zunächst einmal intensive Archivstudien notwendig waren. Zu diesem Zweck besuchte er 1884 das „Museum Plantin-Moretus“ in Antwerpen, wo er das „Grand Livre de Francfort“ einsehen konnte, eine wichtige Quelle zum buchhändlerischen Verkehr und zur Frankfurter Messe. Als Kapp noch im selben Jahr starb, hatte er erst vier Kapitel fertiggestellt und einige weitere nur entworfen. Dennoch wurde er später als Autor des ersten von insgesamt vier Bänden genannt.

## Werke (Auswahl)
- Die Sklavenfrage in den amerikanischen Staaten, geschichtlich entwickelt. Wigand, Göttingen 1854 (Digitalisat).
- New Yorker Abend-Zeitung, Organ der deutschen Buchdrucker-Association, Herausgeber: Ludwig F. F. Fenneberg; Friedrich Kapp; Hermann Raster; Friedrich Rauchfuß, New York, 1855–1874.
- Leben des amerikanischen Generals F.W. v. Steuben. Duncker & Humblot, Berlin 1858 (Digitalisat).
- Die Geschichte der Sklaverei in den Vereinigten Staaten von Amerika. Meißner, Hamburg 1861 (Digitalisat).
- Das Leben des amerikanischen Generals J. Kalb. Cotta, Stuttgart 1862 (Digitalisat).
- Der Soldatenhandel deutscher Fürsten nach Amerika. 1. Auflage, Duncker, Berlin 1864 (Digitalisat); 2. Auflage 1874.
- Geschichte der deutschen Einwanderung in Amerika. Bd. 1: Geschichte der Deutschen im Staate New York bis zum Anfange des neunzehnten Jahrhunderts. Steiger, New York 1867 (Digitalisat).
- Ueber Auswanderung. Ein Vortrag, gehalten am 2. Februar 1871 im Berliner Handwerker-Verein. C.G. Lüderitz’sche Verlagsbuchhandlung Carl Habel, Berlin 1871 (Sammlung gemeinverständlicher wissenschaftlicher Vorträge; Ser. 6; 125) (Digitalisat).
- Friedrich der Grosse und die Vereinigten Staaten von Amerika. Quandt & Händel, Leipzig 1871.
- Der Soldatenhandel deutscher Fürsten nach Amerika: ein Beitrag zur Kulturgeschichte des achtzehnten Jahrhunderts. 2., vermehrte und umgearb. Aufl. Springer, Berlin 1874 (Digitalisat).
- Aus und über Amerika: Thatsachen und Erlebnisse. 2 Bde., Springer, Berlin 1876.
- Geschichte des deutschen Buchhandels bis in das siebzehnte Jahrhundert. Band 1 von 4 Bänden „Geschichte des deutschen Buchhandels“, Verlag des Börsenvereins der Deutschen Buchhändler, Leipzig 1886 (Digitalisat: urn:nbn:de:s2w-7220).